# 3688 Navajo
A 3688 Navajo (ideiglenes jelöléssel 1981 FD) egy kisbolygó a Naprendszerben. Edward L. G. Bowell fedezte fel 1981. március 30-án.